# She Couldn't
She Couldn't è un singolo del gruppo musicale statunitense Linkin Park, pubblicato il 13 agosto 2020 come unico estratto dalla riedizione del primo album in studio Hybrid Theory.

## Antefatti
Le prime notizie emerse sul brano giunsero nel giugno 2009, quando su eBay apparve un demo di otto tracce. Dopo che il fansite Linkin Park Live lo rese disponibile per il download gratuito, nel luglio dello stesso anno il rapper Mike Shinoda spiegò che fu registrato nel 1999 durante le fasi di creazione del materiale che sarebbe confluito nell'album di debutto ma scartato dalla lista tracce finale per «motivi legali». La ragione legata alla sua esclusione dal disco è dovuta al campionamento del brano B-Boy Document '99 del duo hip hop The High & Mighty insieme a Mos Def e Mad Skillz, tratto da Home Field Advantage; tali artisti risultano accreditati come co-autori insieme a Shinoda, Chester Bennington e Brad Delson.

## Descrizione
Il brano affonda le proprie radici nel 1999 ed è tra i primi ad essere stati composti dal gruppo a seguito dell'entrata in formazione di Bennington al posto di Mark Wakefield. Una prima versione, intitolata Flower, fu composta nel mese di maggio di quell'anno prima di assumere il titolo definitivo She Couldn't.

Rispetto al materiale apparso nell'album d'esordio del gruppo, She Couldn't è un brano che supera i cinque minuti di lunghezza e in esso emergono sonorità di stampo più soft, con una vasta presenta di campionamenti e loop vocali al posto dei riff di chitarra pesanti tipici delle prime uscite dei Linkin Park. Shinoda ha analizzato la struttura in occasione del lancio del singolo:

## Tracce
Testi e musiche di Mike Shinoda, Brad Delson, Chester Bennington, Brad Baker, Lance Quinn, Joe Thomas, Milo Berger, Erik Meltzer, Donnie Lewis e Yasiin Bey.
1. She Couldn't – 5:05

## Formazione
Gruppo
- Chester Bennington – voce
- Rob Bourdon – batteria
- Brad Delson – chitarra, basso
- Joe Hahn – giradischi, campionatore
- Mike Shinoda – rapping, voce, campionatore

Altri musicisti
- Kyle Christner – basso aggiuntivo

Produzione
- Mike Shinoda – produzione, missaggio
- Brian Gardner – mastering

## Classifiche
| Classifica (2020)                | Posizione massima |
| -------------------------------- | ----------------- |
| Stati Uniti (rock & alternative) | 47                |